# Virtual Encounters 2
Pour plus de détails, voir Fiche technique et Distribution.
Virtual Encounters 2 (Rencontres virtuelles 2) est un film américain réalisé par Cybil Richards sorti en 1998.
Le film est la suite de Virtual Encounters sorti 2 ans plus tôt.

## Synopsis
Deux jeunes hommes vendent du "sexe virtuel" depuis leur chambre au collège.

## Fiche technique
- Titre : Virtual Encounters 2
- Réalisateur : Cybil Richards
- Producteur : Charels Band
- Scénario : Lucas Riley
- Société : Surrender Cinema
- Langue : Anglais
- Format : Couleurs
- Durée : 83 minutes (1 h 23)
- Pays :  États-Unis
- Date de sortie : États-Unis : 1998

## Distribution
- Ethan Hurt : Mel
- John Roberts : Sam
- Brandy Davis : Ginger
- Jill Tompkins : Diane
- Nikki Fritz : Biker / Worker
- Chrissey Styler : Stripper / Worker
- Buck O'Brian : Spy
- Rhett Buckingham : Male Model / Muscle Man
- Rick Buono : Cowboy
- Stacey Marie Clawson : Hot Tub
- Jenifer Conoty : Hot Tub
- Nicole Fornier : Redhead
- Alex Kingston : Karen
- Rob Lee : Adonis
- Ryan Thompson : Harry